# Majd Izzat al-Chourbaji
Majd Izzat al-Chourbaji, född 1981 i Darayya i Syrien, är en syrisk freds- och människorättsaktivist.
Majd Izzat al-Chourbaji föddes i Syrien men bodde några år med sin familj i Frankrike innan de återvände 1991. Hon studerade fransk litteratur vid universitetet i Damaskus och kom att arbeta med projekt rörande anti-korruption i Damaskus.
I samband med den Arabiska våren anordnade al-Chourbaji fredliga protester mot landets hantering av politiska fångar. Hon fortsatte trots misshandel och hot av polisen att påtala mänskliga rättigheter. 
al-Chourbaji flydde till Libanon med sina tre barn och 2014 mördades hennes make genom tortyr i ett syriskt fängelse.
I Libanon grundade al-Chourbaji Basamat for Development, ett stödcenter för syriska kvinnor som flytt till Libanon. Centret erbjuder bland annat möjlighet till yrkesutbildning.
År 2015 tilldelades Majd Izzat al-Chourbaji International Women of Courage Award.